# Media Student
„Media Student” to inicjatywa powstała w 2004 roku, mająca na celu zintegrowanie środowiska polskich mediów studenckich. Zamierzeniem projektu jest stworzenie warunków i zasad współpracy młodych dziennikarzy oraz doskonalenie umiejętności. Jest to realizowane poprzez organizowanie corocznych konferencji oraz warsztatów, podczas których uczestnicy mają możliwość dyskusji na interesujące ich tematy oraz spotykają się i uczą od znanych i cenionych profesjonalistów. Do tej pory zawsze odbywały się zimowe Warsztaty Prasowe Media Student oraz wiosenna Ogólnopolska Konferencja Media Student, która jest większym wydarzeniem i uczestniczą w niej również stacje radiowe. Wszystkie edycje Media Studenta to imprezy darmowe, odbywające się dzięki sponsorom i dofinansowaniu uczelni warszawskich.
Do tej pory gośćmi Media Studenta byli m.in.: Jacek Żakowski, Janina Paradowska, Michał Ogórek, Bartek Chaciński, Piotr Metz, Piotr Gembarowski, Mariusz Szczygieł, Tomasz Sianecki, Hanna Krall, Jacek Hugo-Bader, Wojciech Jagielski, Bronisław Wildstein, Grzegorz Miecugow, Tomasz Zimoch, Piotr Pytlakowski, Adam Krzemiński, Igor Janke, Adam Szostkiewicz, Piotr Zaremba.
Konferencje odbywały się do tej pory w budynkach Szkoły Głównej Handlowej bądź Szkoły Głównej Gospodarstwa Wiejskiego a jej organizatorami byli: NMS SGH Magiel, Niezależny Akademicki Portal Informacyjny Stolicy „napis.pl”, Radio Kampus oraz Miesięcznik „i.pewu”.